# Дилън Томас
Дилън Марлейс Томас(1914-1953) (на английски: Dylan Marlais Thomas) е уелски поет, драматург и публицист.

## Биография и творчество
Роден е в морския пристанищен град Суонси в Уелс на 27 октомври 1914 г.
Той е дълбок, емоционален и сложен. Наричат неговата поезия „поезия на невидимото битие“. Става известен през 1934 г. още с първата си сбирка „Осемнадесет стихотворения“.
Пише поезия и проза – „Двайсет и пет поеми“ (1936), „Портрет на твореца като млад пес“ (1940), „Избрани писма“ (1966), „Дилън Томас: Поетът“ (1971), „Събрани разкази“ (1983) и др.
Води труден и бурен личен живот. Страда от алкохолизъм. „Бях самотен нощен скитник и постоянен подпирач на кьошетата.“ – казва приживе Томас.
Умира 39-годишен на литературно четене в САЩ в резултат от злоупотреба с алкохол.

## В попкултурата
Във филма „Интерстелар“ звучи откъс от стихотворението „Do not go gentle into that good night“.